# Info-14
Инфо-14 — националистический журнал основанный в апреле 1995-го года. В период с мая 2000-го по январь 2011 года журнал издавался в виде онлайн-газеты, а со временем также стал политической сетью. Число 14 в названии отсылает к «14 словам» Дэвида Лэйна.
Сайт прекратил существование 6 января, 2011. Архив Info-14 состоящий из порядка 4500 статей переехал на адрес ныне уже несуществующей онлайн-газеты Realisten, когда-то принадлежавшей Партии шведов.